# Beurling
Efternamnet Beurling kan syfta på:

## Personer
- Carl Fredrik Beurling (1755–1837), svensk bildhuggare och fabrikör
- Pehr Henrik Beurling (1758–1806), svensk urfabrikör
- Carl Henrik Beurling (1794–1879), svensk medaljgravör och författare
- Pehr Beurling (1800–1866), svensk rådman och botaniker
- Arne Beurling (1905–1986), svensk matematiker
- George Frederick Beurling (1921–1948), kanadensisk stridspilot under andra världskriget

## Platser
- Rivière Beurling, vattendrag i Kanada